# Béldi Ákos

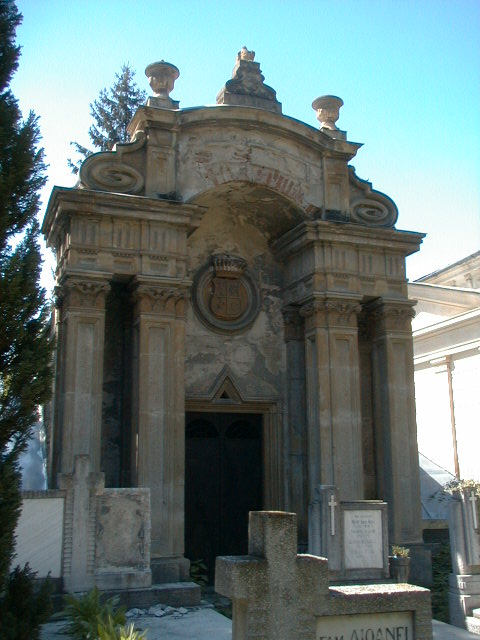
Műemlék kriptája a Házsongárdi temetőben

Uzoni gróf Béldi Ákos (Kolozsvár, 1846. december 19. – Budapest, 1932. március 2.) főnemes, nagybirtokos, politikus, főispán, császári és királyi kamarás, a főrendiház örökös tagja.

## Életpályája
Régi székely nemesi családból származik. Gimnáziumot végzett és érettségit tett szülővárosában. 
Kolozsvár és Kolozs vármegye főispánja (1888–1905), a kolozsvári Nemzeti Színház intendánsa (1892–1905), a Főrendiház tagja. Az Erdély(rész)i Magyar Közművelődési Egyesület (EMKE) alelnöke (1888–1897), majd elnöke (1897–1923), majd díszelnöke. Főispánsága idején választották meg Kossuth Lajost Kolozsvár díszpolgárává (1889. augusztus 27-én), amikor Kossuth tiszteletére Kolozsvárott és a vármegye több településén Kossuth-napokat tartottak. Szintén főispánsága alatt adták át Kolozsváron Fadrusz János Mátyás-szobrát (1902. október 12-én). 
Az I. világháború után a megcsonkított Magyarországra költözött. 
Budapesten halt meg 1932. március 2-án, és a kolozsvári Házsongárdi temetőben helyezték örök nyugalomra március 7-én 
a családi kriptába.
A temetésen Sándor József szenátor búcsúztatta volna, de erre nem volt lehetősége 
az egyházi szertartáson, és betegsége miatt nem vállalhatta a temetői emlékbeszédet, ezért az EMKE úgy döntött, hogy egy 
külön emlékülést tartanak volt elnökük emlékére.

## Könyve
- Béldi Ákos gróf, dr. Filep Gyula, dr. Genersich gusztáv, dr. Jakabházy Zsigmond, dr. Rigler Gusztáv, dr. Sárkány Lajos, dr. Szádeczky Gyula: Erdély nevesebb fürdői 1902-ben (sajtó alá rendezte Rigler Gusztáv. 32 fénynyomatú műmelléklettel. Közegészségügyi kalauz. Bp., 1903.[6]

## Családja
Apja ugroni gróf Béldi Ferenc (1798–1880), Küküllő vármegye főispánja, anyja vargyasi Dániel Zsófia (1820–1897). Első felesége 1871-től 1896-ig bethleni gr. Bethlen Emma (1848–1896), második felesége 1912-től Bárdy-Heckel Gabriella (1876–1965) színésznő, operettprimadonna. Első házasságából egy fia és négy lánya született.